# Xanthophysa psychialis
Xanthophysa psychialis là một loài bướm đêm thuộc họ Crambidae. Chúng là loài duy nhất trong chi Xanthophysa. Loài này thường được tìm thấy ở Bắc Mỹ, như Alabama, Florida, Illinois, Indiana, Kentucky, Maine, Mississippi, New Hampshire, New Jersey, North Carolina, Ohio, Ontario, Quebec, South Carolina và Tennessee.